# Cortodera spuria
Cortodera spuria là một loài bọ cánh cứng trong họ Cerambycidae.